# خوان راميريز دي فيلاسكو
خوان راميريز دي فيلاسكو (بالإسبانية: Juan Ramírez de Velasco)‏ هو عسكري إسباني، ولد في 1539 في Estollo ‏ في إسبانيا، وتوفي في 1597 في سانتا في في الأرجنتين.